# マディランAOC
マディラン（Madiran）は、マディランを中心に作られているAOCワイン。赤のマディランと白のパシュラン・デュ・ヴィクビル（Pacherenc du Vic-Bilh）である。

## 栽培地域
このふたつのAOCは、栽培地域は全く同じで、赤と白で名称だけが違っている。アキテーヌ地方ピレネー＝ザトランティック県の28村、それにミディ＝ピレネー地方オート＝ガロンヌ県の7村、ジェール県の4村の1300haが栽培地域に指定されている。1948年にAOCに指定されており、比較的古くから知られたワイン産地である。

## AOCマディラン
この地方の固有品種であるタナ種を中心に、ボルドーワインなどでおなじみのカベルネ・ソーヴィニョンやカベルネ・フラン抔を混醸して作られる。非常に色が濃く、干し杏やアメリカンチェリーのような良く熟した果物の香りを持ち、渋み・酸味ともに豊かで、こくのあるワインが多い。あまり有名ではないが、隠れたファンの多いワインである。

## パシュラン・デュ・ヴィクビル
プティ・マンサン種のぶどうを中心に、クルビュ、アルフィアックなどピレネー地方固有の品種で造られている白ワインである。甘口が多く、貴腐ワインもある。辛口のものには、AOC名の後ろにSecの表示がある。日本ではあまり見かけない銘柄である。

## VDQSとヴァン・ド・ペイ
VDQSワインのサン・モンとヴァン・ド・ペイのコード・ド・ガスコーニュも、ほぼ同じ地域が栽培範囲で、格付けだけが違っている。